# 法国省长及大区区长
在法国，“préfet”一词指省的省长，亦指大区的区长。 
省长及大区区长在部长会议根据总理和内政部长的提议以“总统令”任命。他们的任期由政府决定，可在议会的任何会议上换任。 
1982年至1988年，省长及大区区长被称为“共和国专员”（commissaires de la République），副省长被称为“共和国助理专员”（commissaires adjoints de la République）。